# Saint-Pierre-le-Vieux (Lozère)
Saint-Pierre-le-Vieux  (okcitán nyelven Sant Pèire le Vieux) község Franciaország déli részén, Lozère megyében. 2010-ben 286 lakosa volt.

## Fekvése
Saint-Pierre-le-Vieux az  Margeride-hegység nyugati előterében, 960 méteres  (a községterület 840-1090 méteres) tengerszint feletti magasságban, Le Malzieu-Ville-től 4 km-re délnyugatra (Vareilles) a Saint-Pierre-patak völgyében. Északkeleti határát a Truyère alkotja.
Nyugatról és északról Blavignac, északkeletről Le Malzieu-Ville, délkeletről Prunières, északkeletről Saint-Privat-du-Fau, délről Saint-Chély-d’Apcher községek határolják.
A község a következő településrészekből áll:  Mazeyrac, Civeyrac és a községközpont Vareilles.  Le Malzieu Ville-el (4 km) és Saint-Chély-d’Apcher-ral (7 km) a D989-es megyei út köti össze.

## Története
A falu a történelmi Gévaudan tartományban (az egykori Mercoeur báróságban) fekszik. A 11. században említik először, mint a Chaise-Dieu apátság birtokát. Nevét egy ma már nem létező faluról kapta, melynek 12. századi temploma ma is áll a községi temetőben. 1846-ig számított plébániatemplomnak, ekkor került át az egyházközség székhelye Vareilles-be (a községszékhely még a forradalom idején). Napjainkban az erdőgazdálkodás és a szarvasmarhatartás a fő gazdasági ágazat, jelen van a méhészet és földpátkitermelés is folyik a községben.

### Demográfia
| Év   | Lakosság |
| ---- | -------- |
| 1793 | 552      |
| 1851 | 465      |
| 1876 | 511      |
| 1901 | 529      |
| 1936 | 334      |

| Év   | Lakosság |
| ---- | -------- |
| 1946 | 310      |
| 1954 | 285      |
| 1962 | 284      |
| 1968 | 260      |

| Év   | Lakosság |
| ---- | -------- |
| 1975 | 230      |
| 1982 | 234      |
| 1990 | 236      |
| 1999 | 241      |
| 2010 | 286      |

## Nevezetességei
- A régi Saint-Pierre falu temploma a 12. században épült román stílusban, ma a temetőben áll (Roc Saint-Pierre). Berendezéséhez tartozik egy 16. századi Szűz Mária-szobor.
- Vareilles Assisi Szent Ferencnek szentelt plébániatemploma egy 1707-ben épült kápolna helyén épült 1845-1849-ben.
- Pingechambre-menhir
- Vareillesben ókori romok (szarkofágok) találhatóak.
- Civeyracban 18. századi, Mazeyracban 1840-ben állított gránitkeresztek állnak.
- Számos hagyományos stílusban épült 18-19. századi tanyaépület található a községben (a legrégibb Mazeyracban található és 1776-ban épült).
- Az első világháború áldozatainak emlékművét 1932-ben állították.

## Kapcsolódó szócikk
- Lozère megye községei